# Trance Zomba
Trance Zomba es el segundo álbum de estudio del grupo argentino Babasónicos. Para el mismo se incorporó como miembro estable "DJ Peggyn". Como consecuencia, en este disco la música toma otro rumbo, mezclando rap con funk y el heavy metal, hasta stoner y sonidos de tinte psicodélicos. Originalmente, el disco se iba a llamar «Trance Zomba... Al lugar metalizado», sin embargo, Sony Music consideró este título demasiado largo, por lo que el disco se dio a llamar «Trance Zomba», aunque el subtítulo eliminado aparece en la contraportada del álbum. Después de la última canción hay un bonus track oculto llamado «Revelación».
Cabe destacar que en el año 2007, la revista Rolling Stone de Argentina lo ubicó en el puesto 59.º de su lista de los 100 mejores álbumes del rock argentino, aunque fue reemplazado por Infame en la versión actualizada de la lista en 2013.

## Lista de canciones
| N.º | Título                     | Escritor(es)  | Duración |  |
| 1.  | «Desarmate»                | G. Manelli    | 3:42     |  |
| 2.  | «Malón»                    | A. Rodríguez  | 4:00     |  |
| 3.  | «Montañas de agua»         | A. Rodríguez  | 3:30     |  |
| 4.  | «Coralcaraza»              | A. Rodríguez  | 4:44     |  |
| 5.  | «Ascendiendo»              | M. Domínguez  | 4:05     |  |
| 6.  | «Patinador sagrado»        | A. Rodríguez  | 3:34     |  |
| 7.  | «Koyote»                   | D. Rodríguez  | 1:30     |  |
| 8.  | «Poder ñandú»              | M. Domínguez  | 2:57     |  |
| 9.  | «Árbol palmera»            | A. Rodríguez  | 4:12     |  |
| 10. | «Sheeba baby»              | D. Castellano | 8:14     |  |
| 11. | «Misericordia»             | G. Manelli    | 5:18     |  |
| 12. | «Posesión del tercer tipo» | A. Rodríguez  | 10:38    |  |

1. ↑  Al terminar, incluye la canción oculta "Revelación" (G.Manelli).

## Personal
- Arreglado y producido por Babasonicos
- Grabado y mezclado por Mariano López
- Grabado en Estudio Mobil Gibraltar
- Compaginado por Eduardo Bergallo
- Masterizado por Howie Weinberg en Masterdik NYC
- Foto de tapa: Gonzalo Morales
- Diseño: Diego Castellano
- Producción gráfica: Lucky E.